# 黑冰風暴
《黑冰風暴》（Black Ice）是澳洲搖滾樂團AC/DC的第十五張錄音室專輯，於2008年10月17日由哥倫比亞唱片發行。
《黑冰風暴》是AC/DC繼2000年的《咬緊牙關》後，睽違八年再度推出的新專輯。《黑冰風暴》的錄製受到幾個原因影響而延後：樂團離開厄勒克特拉唱片改與哥倫比亞唱片簽約，而貝斯手克里夫·威廉斯手部受傷導致有十八個月無法演奏。2008年樂團與唱片製作人布蘭登·歐布萊恩在加拿大溫哥華的Warehouse錄音室完成這張專輯。
發行後，《黑冰風暴》成為AC/DC在1980年的《回歸黑暗》後最成功的專輯，空降美國Billboard 200榜單冠軍、在二十九個國家登上專輯排行榜第一位，並且是2008年全球銷量第二高的專輯，僅次於英國酷玩樂團的《玩酷人生》。在第52屆葛萊美獎，《黑冰風暴》獲得最佳搖滾專輯提名，收錄單曲〈War Machine〉贏得最佳硬式搖滾表演獎。